# Maurice Wolkowitsch
Maurice Wolkowitsch (* 7. September 1920 in Versailles; † 4. Mai 2022 in Issy-les-Moulineaux) war emeritierter Professor an der Universität Aix-Marseille I., Doktor der Geografie (Promotion 1956 in Paris) und Widerstandskämpfer der Forces françaises de l’intérieur (FFI). Als Fachautor für Geografie hat er ein umfangreiches Werk hinterlassen.

## Leben
Noch im Jahr seiner Geburt zog sein Vater, der Ingenieur David Wolkowitsch (1885–1953) mit seiner Frau und ihm in das ehemalige Kloster Varennes in der Provinz Berry. Ein weiterer Teil der Familie lebte auf dem weitläufigen Anwesen, auf dem auch Landwirtschaft betrieben wurde.
Noch vor dem Zweiten Weltkrieg machte er sein Abitur und begann Geschichte und Geografie zu studieren. Wolkowitsch gehörte in den letzten beiden Jahren des Weltkriegs zu den Widerstandskämpfern der FFI an. Im Gegensatz zu seinem älteren Bruder konnte er sich rechtzeitig in Fougerolles verstecken und überlebte den Krieg. Nach dem Krieg heiratete er und hatte einen Sohn, Gilles.
1947 promovierte er in Geografie und unterrichtete zunächst an mehreren Gymnasien in Vienne, Algier und Bourges. Ab 1953 arbeitete er an der nationalen Forschungsorganisation Centre national de la recherche scientifique. 1957 schloss er eine Promotion in Literaturwissenschaften an und wurde Dozent an der Fakultät für Literatur in Tunis. Von 1960 bis zu seiner Emeritierung 1988 war er Professor an der Fakultät für Literatur sowie am 1956 gegründeten Institut d’études politiques d’Aix-en-Provence. Anschließend wurde er zum Vorsitzenden der Abteilung Verkehr des Nationalen Komitees für Geographie ernannt. Ferner gehört Wolkowitsch zu den Gründungsmitgliedern der 1987 gegründeten Association pour l’histoire des chemins de fer (AHICF) und war 15 Jahre lang in deren wissenschaftlichem Beirat.
Sein umfangreiches Œuvre wurde 2007 mit dem Grand Prix der Société de géographie gewürdigt.
Privat renovierte er das vom Musée d’Orsay verwaltete Kloster Varennes und machte es der Öffentlichkeit zugänglich. Zusammen mit seinem Sohn Gilles stellte er die Werke der dort gelebt habenden Fotografin Jenny de Vasson dort aus.
Zuletzt lebte Maurice Wolkowitsch mit seinem Sohn Gilles in Paris. Nach seiner Pensionierung schrieb er noch bis zu seinem 85. Lebensjahr Bücher, bevor er sein Augenlicht verlor.

## Werk
Maurice Wolkowitsch gilt als wichtiger Autor. Viele seiner Werke beschäftigen sich mit sozio-geografischen Fragestellungen, also beispielsweise, ob und wie Verkehrsträger in der Fläche funktionieren können. Er kritisierte nicht ausdrücklich den Streckenrückgang ab Gründung der SNCF, aber er fragte, ob der Staat nicht hätte ermutigt werden können, sparsamer in der Verwaltung des Schienennetzes umzugehen und auch, warum nie untersucht wurde, weshalb 1938 bei der landesweiten Verstaatlichung der Eisenbahn kein „vernünftiger Verkehrsplan“ vorgelegt wurde.